# Moltkia angustifolia
Moltkia angustifolia är en strävbladig växtart som beskrevs av Dc. Moltkia angustifolia ingår i släktet Moltkia och familjen strävbladiga växter. Inga underarter finns listade i Catalogue of Life.